# Achille Delaere
Achille Delaere, prêtre flamand, est né à Lendelede, en Belgique, en 1868. Il est l'un des fondateurs et organisateurs de l'Église catholique de rite byzantin-ukrainien, fréquentée par les immigrants ukrainiens au Canada.

## Biographie
Achille Delaere était le fils d’un fermier. Son père ayant besoin d’aide, il travailla à la ferme familiale. Jeune homme, Achille entra chez les Rédemptoristes en 1889 et fut ordonné prêtre en 1896. Il exerça son ministère auprès des émigrés orientaux au Canada.Son frère aîné Cyrille fut ordonné prêtre à Bruges en 1887, et fut nommé professeur au Sint-Lodewijkscollege en cette ville. Ayant grandi dans une ferme, Achille Delaere avait acquis les dispositions nécessaires pour faire face à des conditions de vie difficiles. L’ordination à la prêtrise n’a naturellement rien changé à cela. Achille Delaere était très direct avec les gens, leur disant ce qu’il pensait d’eux. Même le Délégué apostolique au Canada Andrea Cassulo eut à composer avec sa franchise. Le père Achille lui dit un jour que seuls les menteurs et les crapules écrivaient au Délégué apostolique pour se plaindre. Le Délégué répondit avec un sourire que même des évêques et des archevêques lui écrivaient.

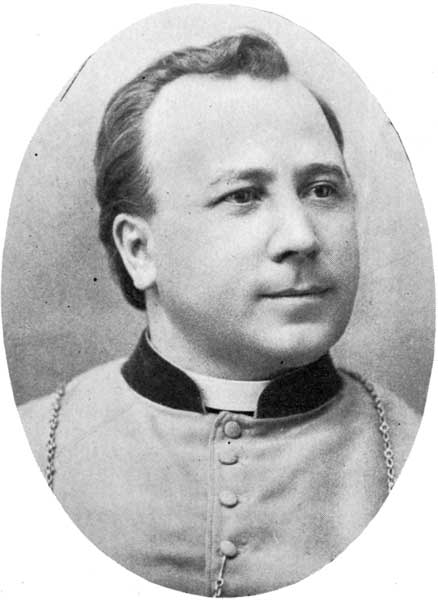
Louis-Philippe-Adélard Langevin (23 août 1855-15 juin 1915)

À l’été 1898, le Père Delaere fut l’un des trois rédemptoristes belges à être recruté par l’archevêque canadien-français Langevin qui rendit visite au supérieur provincial des Rédemptoristes belges, à Bruxelles, lui demandant de l’aide pour faire face à l’arrivée massive de populations d'Europe de l'Est dans les Prairies canadiennes. Le Père Delaere passa un an dans la ville de Tuchów, en Galicie, pour apprendre le polonais, avant de partir pour le Canada où il devait servir les immigrants polonais et ukrainiens du district de Brandon-Shoal Lake, au Manitoba.
Il monta à bord du navire Scotsman à Liverpool, en Angleterre, pour se rendre au Canada. Le bateau fit naufrage à Belle-Île ; seize personnes périrent dans celui-ci. Delaere survécut et continua son périple vers Brandon, pour y arriver le 11 octobre 1899. Il y fut accueilli par ses confrères rédemptoristes comme l’apôtre des Polonais. 
Vers 1903, Delaere et d’autres rédemptoristes exerçant leur ministère dans la région de Brandon commencèrent une fois par mois à visiter la région de Yorkton. Delaere, lui-même étonné de l’immense travail à accomplir, rapporta que le territoire était pratiquement l’équivalent de la moitié de la Belgique sur lequel il n’y avait que trente à quarante familles anglaises complètement négligées par le clergé catholique depuis que les Oblats avaient quitté les lieux. Serafimistes, des prêtres russes orthodoxies et des protestants se sont établis dans la région. Les Rédemptoristes ont dénombré dix-sept ministres protestants dans la région de Yorkton. Delaere s’empressa de demander de l’aide, encourageant du coup les séminaristes francophones à étudier diverses langues et recourant aux services du Père Kryzhanowsky, un moine basilien, pour l’aider dans diverses colonies.
Delaere se rendait bien compte que la majorité des Galiciens présents aux messes étaient de rite ruthénien.  Dans le conflit entre l’Église orientale et l’Église latine, les immigrants qui bénéficiaient du ministère de Delaere étaient aliénés par les prêtres célibataires catholiques romains et leur rite. Même si l’Église catholique romaine essayait de les garder dans son giron, il n’y avait pas d’avenir pour eux à moins de passer sous l’autorité du rite oriental. Delaere fit face à une hostilité croissante, à des défections et un manque d’aide de la part de l’archevêque Langevin. Il établit un monastère des Rédemptoristes à Yorkton le 12 janvier 1904 pour servir les Galiciens. Il existe encore sous le nom de paroisse Saint-Gérard, une paroisse catholique romaine dans le diocèse de Régina. Finalement, le 9 mars 1906, Delaere obtint la permission du Pape Pie X de célébrer dans le rite byzantin. Il célébra donc la messe dans ce rite, pour la première fois, le 26 septembre 1906. D’autres prêtres belges le suivirent.  
Incapables de prononcer son nom correctement, les Ukrainiens appelaient Delaere le Père Dollar. John Bodrug, dans ses mémoires, fut le premier à faire écho de cette difficulté concernant Delaere : « À Sifton, on a bâti une petite église grecque catholique, visitée occasionnellement par le Père Zaklynsky, mais le plus souvent desservie par le Père Dollar. Delaere a appris à lire les textes de la messe en vieux slavon  et revêtait les vêtements appropriés au rituel grec, mais il livrait ses sermons en polonais. »
Au sujet de ses capacités linguistiques et de sa connaissance de rite oriental, ses proches collaborateurs ont déclaré qu’il n’a jamais su le français convenablement et que son ukrainien était médiocre. Mais son zèle et son acharnement au travail l’ont rendu indispensable à ses supérieurs, même si ces derniers se gardaient de porter attention à son approche plutôt fruste.
Nestor Dmytriw, le premier prêtre catholique ukrainien à se rendre dans les Prairies en 1897, avait préconisé la création d'une Église catholique ukrainienne distincte au Canada. En 1911, sous la pression de Delaere, l’archevêque Langevin se rendit finalement à l’idée que les Ukrainiens catholiques devaient avoir leur propre évêque et informa le Vatican de son changement de position. « En mai 1912, Delaere était appelé à s’entretenir avec Pie X à ce sujet et le 15 juillet, après consultation de la hiérarchie ukrainienne catholique de Galicie, Rome nommait le Père Nykyta Budka évêque pour les Ukrainiens catholiques du Canada. » Dans le même temps il a été nommé évêque titulaire de Patara (de) et a été consacré par l'archevêque Andrey Sheptytsky OSBM de Lviv et les co-consécrateurs évêque Konstantyn Czechowicz (éparchie de Przemysl) et évêque Grzegorz Chomyszyn (éparchie Stanislaviv) le 13 octobre 1912.
Après avoir facilité la venue de Budka au Canada, Delaere se vit obligé de composer avec lui. Déconcerté par la « froide neutralité » de Budka, Delaere eut des moments de doute. Encouragé par certains membres de son entourage à abandonner les Ukrainiens du Canada, il demeura immuable,.
Le Père Delaere a exercé son ministère dans les prairies canadiennes pendant quarante ans, depuis son arrivée en 1899 jusqu’à sa mort en 1939.